# بيتر باكر
بيتر باكر (بالهولندية: Peter Bakker)‏ هو شخصية أعمال هولندي، ولد في 1 أغسطس 1961.